# Olympische Sommerspiele 1972/Leichtathletik – 100 m (Männer)
Der 100-Meter-Lauf der Männer bei den Olympischen Spielen 1972 in München wurde am 31. August und 1. September 1972 im Münchner Olympiastadion ausgetragen. Es nahmen 85 Athleten am Wettbewerb teil.
Olympiasieger wurde der für die Sowjetunion gestartete Walerij Borsow in 10,14 Sekunden, der vor dem US-Amerikaner Robert Taylor und dem Jamaikaner Lennox Miller gewann.

## Bestehende Rekorde
| Weltrekord         | 9,9 s | Jim Hines ( USA)        | Sacramento, USA                | 20. Juni 1968    |
| Weltrekord         | 9,9 s | Ronnie Ray Smith ( USA) | Sacramento, USA                | 20. Juni 1968    |
| Weltrekord         | 9,9 s | Charles Greene ( USA)   | Sacramento, USA                | 20. Juni 1968    |
| Weltrekord         | 9,9 s | Eddie Hart ( USA)       | Eugene, USA                    | 1. Juli 1972     |
| Weltrekord         | 9,9 s | Rey Robinson ( USA)     | Eugene, USA                    | 1. Juli 1972     |
| Olympischer Rekord | 9,9 s | Jim Hines ( USA)        | Finale OS Mexiko-Stadt, Mexiko | 14. Oktober 1968 |

Der bestehende olympische Rekord wurde bei diesen Spielen nicht erreicht. Die schnellste Zeit erzielte der spätere sowjetische Olympiasieger Walerij Borsow mit 10,07 s bei Windstille im dritten Viertelfinale.
Anmerkung zu den Rekorden:
In diesen Jahren wurde bei vielen Veranstaltungen bereits die elektronische Zeitmessung eingesetzt. Die Rekorde wurden in der Regel allerdings immer noch in Zehntelsekunden geführt. Sie waren eine Mischung aus handgestoppten und gerundeten elektronisch ermittelten Zeiten. Da die per Handzeitnahme gemessenen Zeiten aufgrund der Reaktionszeiten der Kampfrichter um ein bis zwei Zehntelsekunden besser ausfielen, begann man allerdings auch damit, getrennte rein elektronisch ermittelte Rekordübersichten zu führen.
Der erste elektronisch geführte Weltrekord im 100-Meter-Lauf war die Zeit des US-Amerikaners Jim Hines von 9,95 s bei seinem Olympiasieg 1968.

## Durchführung des Wettbewerbs
Es fanden insgesamt zwölf Vorläufe statt. Qualifiziert für die fünf Zwischenläufe waren daraus die ersten drei des jeweiligen Vorlaufs – hellblau unterlegt – und zusätzlich weitere vier Zeitschnellste – hellgrün unterlegt. Für die beiden Semifinalläufe qualifizierten sich die jeweils drei Besten – wiederum hellblau unterlegt – aus den fünf Zwischenläufen und zusätzlich ein Zeitschnellster – hellgrün unterlegt. Das Finale erreichten die jeweils vier Erstplatzierten – hellblau unterlegt – aus den beiden Vorentscheidungen.

## Zeitplan
31. August, 11:00 Uhr: Vorläufe

31. August, 16:15 Uhr: Zwischenläufe

1. September, 15:30 Uhr: Halbfinale

1. September, 17:30 Uhr: Finale

## Vorläufe
Datum: 31. August 1972, ab 11:00 Uhr
Aus den insgesamt zwölf Vorläufen qualifizierten sich die ersten drei aus jedem Lauf – hellblau unterlegt – sowie die dahinter vier Zeitschnellsten – hellgrün unterlegt – für das Viertelfinale.
Aufgrund einer Fehlinformation des Trainers befanden sich die drei für die Zwischenrunde qualifizierten US-Amerikaner Rey Robinson, Eddie Hart sowie Robert Taylor zu Beginn des Wettbewerbes in ihrem Quartier des olympischen Dorfes und verfolgten die Wettkämpfe im Fernsehen. Lediglich Robert Taylor schaffte es noch rechtzeitig zu seinem Vorlauf.

### Lauf 1

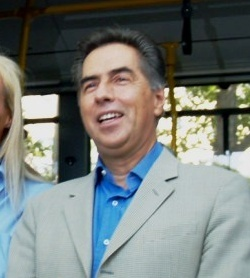
Vasilis Papageorgopoulos (Foto: 2013) trat zu seinem Halbfinallauf nicht an

Wind: −0,7 m/s
| Platz | Name                   | Nation              | Zeit    |
| ----- | ---------------------- | ------------------- | ------- |
| 1     | Lennox Miller          | Jamaika             | 10,45 s |
| 2     | Amadou Meïté           | Elfenbeinküste      | 10,51 s |
| 3     | Hans-Jürgen Bombach    | DDR                 | 10,66 s |
| 4     | Rudy Reid              | Trinidad und Tobago | 10,74 s |
| 5     | Dan Amuke              | Kenia               | 10,76 s |
| 6     | Byambajavyn Enkhbaatar | Mongolei            | 10,93 s |
| 7     | Samphon Mao            | Khmer-Republik      | 10,95 s |
| 8     | Luis Alers             | Puerto Rico         | 11,09 s |

### Lauf 2
Wind: −2,3 m/s
| Platz | Name             | Nation           | Zeit    |
| ----- | ---------------- | ---------------- | ------- |
| 1     | Walerij Borsow   | Sowjetunion      | 10,47 s |
| 2     | Michael Sands    | Bahamas          | 10,67 s |
| 3     | Luděk Bohman     | Tschechoslowakei | 10,72 s |
| 4     | Gerhard Wucherer | BR Deutschland   | 10,82 s |
| 5     | Tadeusz Cuch     | Polen            | 10,89 s |
| 6     | Yeo Kian Chye    | Singapur         | 10,92 s |
| 7     | Alphonse Yanghat | Kongo            | 10,95 s |
| 8     | Andrew Sartee    | Liberia          | 11,09 s |

### Lauf 3
Wind: +0,5 m/s
| Platz | Name                | Nation         | Zeit    |
| ----- | ------------------- | -------------- | ------- |
| 1     | Manfred Kokot       | DDR            | 10,49 s |
| 2     | Sandy Osei-Agyemang | Ghana          | 10,52 s |
| 3     | Les Piggot          | Großbritannien | 10,54 s |
| 4     | John Mwebi          | Kenia          | 10,60 s |
| 5     | Luís da Silva       | Brasilien      | 10,63 s |
| 6     | Kevin Johnson       | Bahamas        | 10,91 s |
| 7     | Mansour Al-Juaid    | Saudi-Arabien  | 11,23 s |
| DNS   | Robert Aregba       | Togo           |         |

### Lauf 4

Antti Rajamäki (ganz links, bei den Europameisterschaften 1974)
schied als Fünfter der vierten Viertelfinals aus

Wind: +2,3 m/s
| Platz | Name              | Nation                       | Zeit    |
| ----- | ----------------- | ---------------------------- | ------- |
| 1     | Jaroslav Matoušek | Tschechoslowakei             | 10,37 s |
| 2     | Brian Green       | Großbritannien               | 10,41 s |
| 3     | Kouakou Komenan   | Elfenbeinküste               | 10,50 s |
| 4     | Walter Callander  | Bahamas                      | 10,78 s |
| 5     | George Calhern    | Amerikanische Jungferninseln | 10,90 s |
| 6     | Farhan Navab      | Iran                         | 11,02 s |
| 7     | Angel Guerreros   | Paraguay                     | 11,12 s |
| DNS   | Anat Ratanapol    | Thailand                     |         |

### Lauf 5

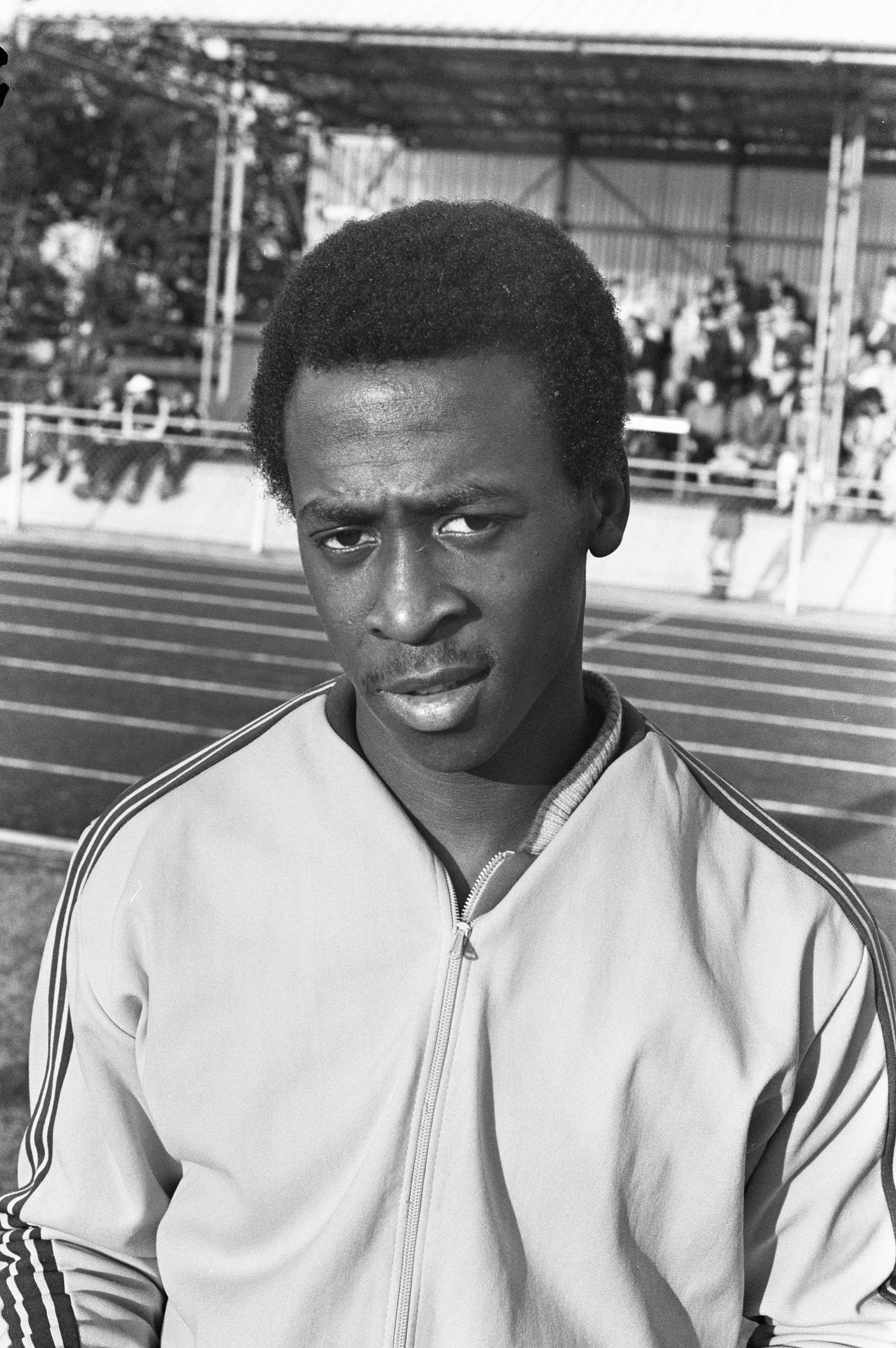
Sammy Monsels – ausgeschieden als Siebter des fünften Viertelfinals

Wind: +0,8 m/s
| Platz | Name               | Nation           | Zeit    |
| ----- | ------------------ | ---------------- | ------- |
| 1     | Alexandr Korneljuk | Sowjetunion      | 10,38 s |
| 2     | Kola Abdulai       | Nigeria          | 10,57 s |
| 3     | Stanisław Wagner   | Polen            | 10,62 s |
| 4     | Juraj Demeč        | Tschechoslowakei | 10,66 s |
| 5     | Félix Mata         | Venezuela        | 10,73 s |
| 6     | Bjarni Stefánsson  | Island           | 10,99 s |
| 7     | Younis Abdallah    | Kuwait           | 11,20 s |
| DNS   | Gaoussou Koné      | Elfenbeinküste   |         |

### Lauf 6
Wind: +1,2 m/s
Motsapi Moorosi nahm als erster Sportler Lesothos an Olympischen Spielen teil.
| Platz | Name            | Nation    | Zeit    |
| ----- | --------------- | --------- | ------- |
| 1     | Rey Robinson    | USA       | 10,56 s |
| 2     | Philippe Clerc  | Schweiz   | 10,58 s |
| 3     | Sammy Monsels   | Suriname  | 10,61 s |
| 4     | George Daniels  | Ghana     | 10,65 s |
| 5     | André Bicaba    | Obervolta | 10,71 s |
| 6     | Motsapi Moorosi | Lesotho   | 10,74 s |
| 7     | William Dralu   | Uganda    | 10,92 s |

### Lauf 7
Wind: −1,9 m/s
| Platz | Name                    | Nation              | Zeit    |
| ----- | ----------------------- | ------------------- | ------- |
| 1     | Hasely Crawford         | Trinidad und Tobago | 10,50 s |
| 2     | Don Halliday            | Großbritannien      | 10,58 s |
| 3     | Erik Gustafsson         | Finnland            | 10,68 s |
| 4     | Guillermo González      | Puerto Rico         | 10,73 s |
| 5     | Norman Chihota          | Tansania            | 10,79 s |
| 6     | Egzi Gabre-Gabre        | Äthiopien           | 10,89 s |
| 7     | Pierre-Richard Gaetjens | Haiti               | 11,50 s |
| DNS   | Pablo Montes            | Kuba                |         |

### Lauf 8
Wind: +2,1 m/s
| Platz | Name            | Nation         | Zeit    |
| ----- | --------------- | -------------- | ------- |
| 1     | Barka Sy        | Senegal        | 10,30 s |
| 2     | Bernd Borth     | DDR            | 10,48 s |
| 3     | Audun Garshol   | Norwegen       | 10,49 s |
| 4     | Su Wen-ho       | Republik China | 10,59 s |
| 5     | Gana Abba Kimet | Tschad         | 10,89 s |
| 6     | Raimo Vilén     | Finnland       | 11,00 s |
| 7     | Lionel Caero    | Bolivien       | 11,19 s |

### Lauf 9
Wind: +6,9 m/s
| Platz | Name             | Nation      | Zeit    |
| ----- | ---------------- | ----------- | ------- |
| 1     | Alain Sarteur    | Frankreich  | 10,42 s |
| 2     | Saleh Alah-Djaba | Tschad      | 10,65 s |
| 3     | Charlie Francis  | Kanada      | 10,68 s |
| 4     | Andrés Calonge   | Argentinien | 10,73 s |
| 5     | Laurie D’Arcy    | Neuseeland  | 10,77 s |
| 6     | Lameck Mukonde   | Sambia      | 11,16 s |
| DNS   | Hermes Ramírez   | Kuba        |         |

### Lauf 10
Wind: −0,3 m/s
| Platz | Name                        | Nation              | Zeit    |
| ----- | --------------------------- | ------------------- | ------- |
| 1     | Vasilis Papageorgopoulos    | Griechenland        | 10,24 s |
| 2     | Jean-Louis Ravelomanantsoa  | Madagaskar          | 10,29 s |
| 3     | Michael Fray                | Jamaika             | 10,47 s |
| 4     | Antti Rajamäki              | Finnland            | 10,52 s |
| 5     | Ainsley Armstrong           | Trinidad und Tobago | 10,56 s |
| 6     | Jorge Vizcarrondo           | Puerto Rico         | 10,79 s |
| 7     | Zain-ud-Din bin Abdul Wahab | Malaysia            | 10,80 s |

### Lauf 11
Wind: −2,2 m/s
| Platz | Name                 | Nation         | Zeit    |
| ----- | -------------------- | -------------- | ------- |
| 1     | Eddie Hart           | USA            | 10,47 s |
| 2     | Dominique Chauvelot  | Frankreich     | 10,66 s |
| 3     | Klaus Ehl            | BR Deutschland | 10,67 s |
| 4     | Benedict Majekodunmi | Nigeria        | 10,70 s |
| 5     | Gaston Malarn        | Kamerun        | 10,88 s |
| 6     | Sunil Gunawardene    | Ceylon         | 11,00 s |
| 7     | Tukal Mokalarn       | Philippinen    | 11,02 s |

### Lauf 12
Wind: −0,3m/s
| Platz | Name             | Nation         | Zeit    |
| ----- | ---------------- | -------------- | ------- |
| 1     | Robert Taylor    | USA            | 10,32 s |
| 2     | Jobst Hirscht    | BR Deutschland | 10,36 s |
| 3     | Zenon Nowosz     | Polen          | 10,36 s |
| 4     | Volodymyr Atamas | Sowjetunion    | 10,51 s |
| 5     | Axel Nepraunik   | Österreich     | 10,61 s |
| 6     | André Byrame     | Frankreich     | 10,64 s |
| 7     | Moustafa Matola  | Malawi         | 11,31 s |

## Zwischenläufe
Datum: 31. August 1972, ab 16:15 Uhr
Aus den insgesamt fünf Zwischenläufen qualifizierten sich die ersten drei aus jedem Lauf – hellblau unterlegt – sowie der Zeitschnellste – hellgrün unterlegt – für das Halbfinale.

### Lauf 1
Wind: +1,8 m/s
| Platz | Name              | Nation              | Zeit    |
| ----- | ----------------- | ------------------- | ------- |
| 1     | Jobst Hirscht     | BR Deutschland      | 10,25 s |
| 2     | Jaroslav Matoušek | Tschechoslowakei    | 10,35 s |
| 3     | Bernd Borth       | DDR                 | 10,44 s |
| 4     | Philippe Clerc    | Schweiz             | 10,45 s |
| 5     | Ainsley Armstrong | Trinidad und Tobago | 10,47 s |
| 6     | Michael Sands     | Bahamas             | 10,50 s |
| 7     | Audun Garshol     | Norwegen            | 10,95 s |
| DNS   | Rey Robinson      | USA                 |         |

### Lauf 2
Wind: −2,3 m/s
| Platz | Name                       | Nation         | Zeit    |
| ----- | -------------------------- | -------------- | ------- |
| 1     | Jean-Louis Ravelomanantsoa | Madagaskar     | 10,47 s |
| 2     | Brian Green                | Großbritannien | 10,58 s |
| 3     | Kouakou Komenan            | Elfenbeinküste | 10,60 s |
| 4     | Stanisław Wagner           | Polen          | 10,61 s |
| 5     | Sandy Osei-Agyemang        | Ghana          | 10,66 s |
| 6     | Erik Gustafsson            | Finnland       | 10,78 s |
| 7     | Su Wen-ho                  | Republik China | 10,82 s |
| DNS   | Eddie Hart                 | USA            |         |

### Lauf 3
Wind: ±0,0 m/s
| Platz | Name                | Nation              | Zeit    | Anmerkung |
| ----- | ------------------- | ------------------- | ------- | --------- |
| 1     | Walerij Borsow      | Sowjetunion         | 10,07 s | ER        |
| 2     | Robert Taylor       | USA                 | 10,16 s |           |
| 3     | Hasely Crawford     | Trinidad und Tobago | 10,18 s |           |
| 4     | Zenon Nowosz        | Polen               | 10,40 s |           |
| 5     | Klaus Ehl           | BR Deutschland      | 10,44 s |           |
| 6     | Les Piggot          | Großbritannien      | 10,53 s |           |
| 7     | Dominique Chauvelot | Frankreich          | 10,54 s |           |
| 8     | Hans-Jürgen Bombach | DDR                 | 10,64 s |           |

### Lauf 4
Wind: +3,4 m/s
| Platz | Name               | Nation      | Zeit    |
| ----- | ------------------ | ----------- | ------- |
| 1     | Alexandr Korneljuk | Sowjetunion | 10,23 s |
| 2     | Barka Sy           | Senegal     | 10,27 s |
| 3     | Michael Fray       | Jamaika     | 10,28 s |
| 4     | Kola Abdulai       | Nigeria     | 10,41 s |
| 5     | Antti Rajamäki     | Finnland    | 10,43 s |
| 6     | Manfred Kokot      | DDR         | 10,44 s |
| 7     | Saleh Alah-Djaba   | Tschad      | 11,51 s |
| 8     | Charlie Francis    | Kanada      | 10,51 s |

### Lauf 5
Wind: +0,3 m/s
| Platz | Name                     | Nation           | Zeit    |
| ----- | ------------------------ | ---------------- | ------- |
| 1     | Lennox Miller            | Jamaika          | 10,33 s |
| 2     | Alain Sarteur            | Frankreich       | 10,40 s |
| 3     | Vasilis Papageorgopoulos | Griechenland     | 10,45 s |
| 4     | Amadou Meïté             | Elfenbeinküste   | 10,52 s |
| 5     | Luděk Bohman             | Tschechoslowakei | 10,52 s |
| 6     | Don Halliday             | Großbritannien   | 10,60 s |
| 7     | Sammy Monsels            | Suriname         | 10,64 s |
| 8     | Volodymyr Atamas         | Sowjetunion      | 10,83 s |

## Halbfinale
Datum: 1. September 1972, ab 15:30 Uhr
Aus den beiden Halbfinalläufen qualifizierten sich die vier ersten Läufer – hellblau unterlegt – für das Finale.

### Lauf 1
Wind: ±0,0 m/s
| Platz | Name                     | Nation              | Zeit    |
| ----- | ------------------------ | ------------------- | ------- |
| 1     | Walerij Borsow           | Sowjetunion         | 10,21 s |
| 2     | Hasely Crawford          | Trinidad und Tobago | 10,36 s |
| 3     | Jobst Hirscht            | BR Deutschland      | 10,36 s |
| 4     | Michael Fray             | Jamaika             | 10,48 s |
| 5     | Alain Sarteur            | Frankreich          | 10,51 s |
| 6     | Kouakou Komenan          | Elfenbeinküste      | 10,57 s |
| 7     | Bernd Borth              | DDR                 | 10,60 s |
| DNS   | Vasilis Papageorgopoulos | Griechenland        |         |

### Lauf 2
Wind: +0,2 m/s
| Platz | Name                       | Nation           | Zeit    |
| ----- | -------------------------- | ---------------- | ------- |
| 1     | Robert Taylor              | USA              | 10,30 s |
| 2     | Lennox Miller              | Jamaika          | 10,31 s |
| 3     | Alexandr Korneljuk         | Sowjetunion      | 10,35 s |
| 4     | Zenon Nowosz               | Polen            | 10,42 s |
| 5     | Barka Sy                   | Senegal          | 10,42 s |
| 6     | Jean-Louis Ravelomanantsoa | Madagaskar       | 10,46 s |
| 7     | Jaroslav Matoušek          | Tschechoslowakei | 10,51 s |
| 8     | Brian Green                | Großbritannien   | 10,52 s |

## Finale

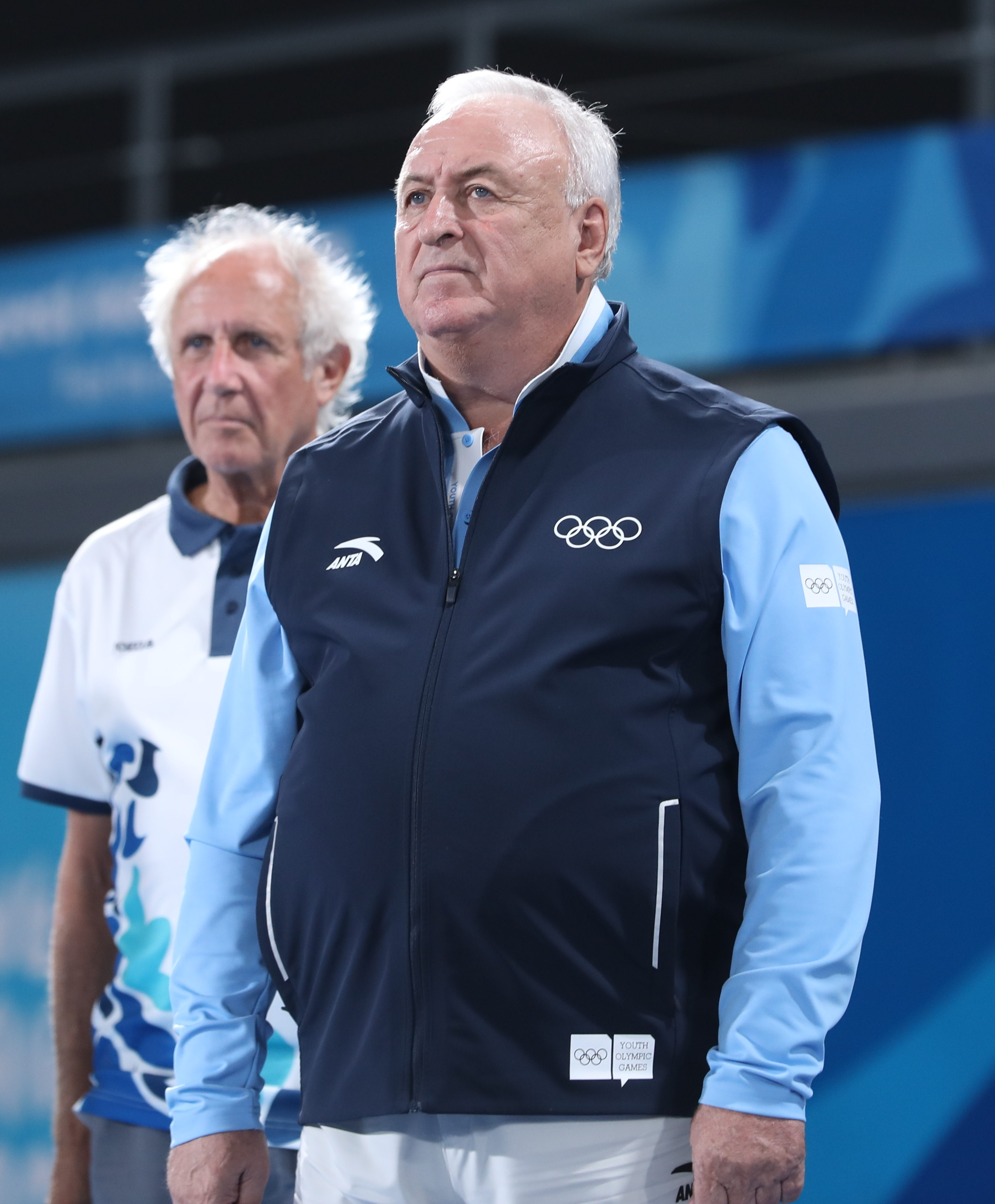
Sprintgold Nummer eins für Walerij Borsow (hier im Jahr 2018)

Datum: 1. September 1972, 17:30 Uhr
Wind: −0,3 m/s
| Platz | Name               | Nation              | Zeit    |
| ----- | ------------------ | ------------------- | ------- |
| 1     | Walerij Borsow     | Sowjetunion         | 10,14 s |
| 2     | Robert Taylor      | USA                 | 10,24 s |
| 3     | Lennox Miller      | Jamaika             | 10,33 s |
| 4     | Alexandr Korneljuk | Sowjetunion         | 10,36 s |
| 5     | Michael Fray       | Jamaika             | 10,40 s |
| 6     | Jobst Hirscht      | BR Deutschland      | 10,40 s |
| 7     | Zenon Nowosz       | Polen               | 10,46 s |
| DNF   | Hasely Crawford    | Trinidad und Tobago |         |

In diesem Rennen hatte man ein Duell der beiden US-Amerikaner Rey Robinson und Eddie Hart, die als Weltjahresbeste den Weltrekord eingestellt hatten, mit dem sowjetischen Sprinter Walerij Borsow erwartet. Borsow war zwei Jahre lang ungeschlagen, hatte in der letzten Saison überlegen den Europameistertitel gewonnen und wurde oft als 'Retortensprinter' bezeichnet. Aber diese Auseinandersetzung fand nicht statt: das US-amerikanische Team hatte den Termin für die Zwischenläufe verschlafen. Als der Irrtum bemerkt wurde, war es schon zu spät. Nur der dritte US-Sprinter Robert Taylor kam gerade noch rechtzeitig ins Stadion und qualifizierte sich dann auch für den Endlauf.
Das Finale fand im schon etwas abgekühlten vorabendlichen München bei leichtem Gegenwind statt. Borsow war von Beginn an vorn, ließ sich diese Führung nicht nehmen und wurde klar überlegen in 10,14 s Olympiasieger. Eine Zehntelsekunde hinter ihm erlief sich der verbliebene US-Amerikaner Robert Taylor die Silbermedaille. Mit einer weiteren knappen Zehntelsekunde Rückstand kam der Jamaikaner Lennox Miller auf den Bronzeplatz. Er hatte 1968 Silber gewonnen.

## Videolinks
- Valeriy Borzov Wins 100m Gold - Munich 1972 Olympic Games, youtube.com, abgerufen am 26. September 2021
- The Fastest Men On Earth (1972 - Munich), youtube.com, abgerufen am 26. September 2021